# Стереотип поведения
Стереоти́п поведе́ния — в пассионарной теории этногенеза, система поведенческих навыков, передаваемых из поколения в поколение посредством сигнальной наследственности, специфичная для каждой этнической системы.
Термин введён Л. Н. Гумилёвым.

## Структура
Стереотип поведения этноса имеет внутреннюю структуру, включающую строго определённые нормы отношений:
- между коллективом и индивидом,
- индивидов между собой,
- внутриэтнических групп между собой,
- между этносом и внутриэтническими группами.

Стереотип поведения также включает навыки адаптации в ландшафте и нормы отношения к иноплеменникам.
В динамическом этносе стереотип поведения крайне изменчив. В каждой новой фазе этногенеза этнос делается непохожим на самого себя, хотя преемственность традиции сохраняется. Таким образом, в стереотипе поведения можно выделить две части: статическую, уникальную для этнической системы и отличающую её от других; и динамическую, определяющуюся фазой этногенеза и уподобляющие этническую систему другим в той же фазе этногенеза. В гомеостатических этносах стереотип поведения стабилен и передаётся из поколения в поколение почти без изменений.

## Цитаты и примеры Л. Н. Гумилёва
Когда какой-либо народ долго и спокойно живёт на своей родине, то его представителям кажется, что их способ жизни, манеры, поведение, вкусы, воззрения и социальные взаимоотношения, то есть все то, что ныне именуется «стереотипом поведения», единственно возможны и правильны. А если и бывают где-нибудь какие-либо уклонения, то это — от «необразованности», под которой понимается просто непохожесть на себя.— Л. Н. Гумилёв «Этногенез и биосфера Земли»; Часть первая, о видимом и невидимом; I. О полезности этнографии; Несходство этносов.

Помню, когда я был ребёнком и увлекался Майн Ридом, одна весьма культурная дама сказала мне: «Негры — такие же мужики, как наши, только чёрные». Ей не могло прийти в голову, что меланезийская колдунья с берегов Малаиты могла бы сказать с тем же основаньем: «Англичане — такие же охотники за головами, как мы, только белого цвета». Обывательские суждения иногда кажутся внутренне логичными, хотя и основываются на игнорировании действительности. Но они немедленно разбиваются при соприкосновении с оной.
Для средневековой науки Западной Европы этнография была не актуальна. Общение европейцев с иными культурами ограничивалось бассейном Средиземного моря, на берегах которого жили потомки подданных Римской империи, частично обращённые в ислам. Это, конечно, разделяло их с «франками» и «латинами», т. е. французами и итальянцами, но наличие общих корней культуры делало разницу не настолько большой, чтобы исключить взаимопонимание. Но в эпоху великих географических открытий положение изменилось коренным образом. Если даже можно было назвать негров, папуасов и североамериканских индейцев «дикарями», то этого нельзя было сказать ни про китайцев, ни про индусов, ни про ацтеков и инков. Надо было искать другие объяснения.
В XVI в. европейские путешественники, открыв для себя далекие страны, невольно стали искать в них аналогии с привычными им формами жизни. Испанские конкистадоры стали давать крещеным касикам титул «дон», считая их индейскими дворянами. Главы негритянских племен получили название «королей». Тунгусских шаманов считали священниками, хотя те были просто врачами, видевшими причину болезни во влиянии злых «духов», которые, впрочем, считались столь же материальными, как звери или иноплеменники. Взаимное непонимание усугублялось уверенностью, что и понимать-то нечего, и тогда возникали коллизии, приводившие к убийствам европейцев, оскорблявших чувства аборигенов, в ответ на что англичане и французы организовывали жестокие карательные экспедиции. Цивилизованный австралийский абориген Вайпулданья, или Филипп Робертс, передаёт рассказы о трагедиях тем более страшных, что они возникают без видимых причин. Так, аборигены убили белого, закурившего сигарету, сочтя его духом, имеющим в теле огонь. Другого пронзили копьем за то, что он вынул из кармана часы и взглянул на солнце. Аборигены решили, что он носит в кармане солнце. А за подобными недоразумениями следовали карательные экспедиции, приводившие к истреблению целых племен. И не только с белыми, но и с малайцами у австралийских аборигенов и папуасов Новой Гвинеи часто возникали трагические коллизии, особенно осложненные переносом инфекции.

30 октября 1968 г. на берегу реки Манаус, притока Амазонки, индейцы атроари убили миссионера Кальяри и восемь его спутников исключительно за бестактность, с их точки зрения. Так, прибыв на территорию атроари, падре известил о себе выстрелами, что; по их обычаям, неприлично; входил в хижину-малоку, несмотря на протест хозяев; выдрал за ухо ребёнка; запретил брать кастрюлю со своим супом. Из всего отряда уцелел только лесник, знавший обычаи индейцев и покинувший падре Кальяри, не внимавшего его советам и забывшего, что люди на берегах По совсем не похожи на тех, кто живёт на берегах Амазонки.— Л. Н. Гумилёв «Этногенез и биосфера Земли»; Часть первая, о видимом и невидимом; I. О полезности этнографии; Несходство этносов.

Прошло немало времени, прежде чем был поставлен вопрос: а не лучше ли примениться к аборигенам, чем истреблять их? Но для этого оказалось необходимым признать, что народы других культур отличаются от европейских, да и друг от друга, не только языками и верованиями, но и всем „стереотипом поведения“, который целесообразно изучить, чтобы избегать лишних ссор. Так возникла этнография, наука о различиях между народами.— Л. Н. Гумилёв «Этногенез и биосфера Земли»; Часть первая, о видимом и невидимом; I. О полезности этнографии; Несходство этносов.